# Simon Strübin
Simon Strübin, född den 21 mars 1979 i Zürich i Schweiz, är en schweizisk curlingspelare.
Han tog OS-brons i herrarnas curlingturnering i samband med de olympiska curlingtävlingarna 2010 i Vancouver.